# Валоризация
Валориза́ция (от фр. valorisation; valoir — «ценить, подходить») — проводимые государством мероприятия по переоценке или повышению стоимости товаров, ценных бумаг, валюты, пенсий, социальных выплат и другого капитала.

## Использование термина вмарксизме
Понятие «валоризация капитала» введено К. Марксом в главе 7 первого тома «Капитала». По-немецки оригинальный термин звучит как «Verwertung» (или «Kapitalverwertung»), что можно примерно перевести как «усиленное применение (использование) капитала». Современным экономическим сообществом принят французский термин «valorisation». Французский термин переводят как «процесс по увеличению основного капитала». Во втором советском издании Собрания сочинений Маркса и Энгельса термин не используется, слово переведено как «процесс возрастания стоимости/капитала».
Карл Маркс определил капиталистический процесс производства как процесс труда по созданию потребительной стоимости, и как процесс создания стоимости, посредством создания нового значения данной стоимости. Однако создание стоимости как таковой — это не то, на что направлен капиталист. Капиталист желает постоянно увеличивать свой капитал. Это означает, что работник должен создавать такую стоимость, которая будет больше, чем та, которую он получит в виде зарплаты. Таким образом работник создаёт прибавочную стоимость. Когда процесс создания стоимости выходит за пределы, в которых работник может создать стоимость за счёт собственной рабочей силы, начинает увеличиваться стоимость капитала, это и есть процесс валоризации.

## Использование в нормативных актах России
С 2009 году термин упоминается в российском законодательстве в связи с т.н. «валоризацией пенсионных прав», отраженной в ряде Федеральных законов (в т.ч. «О внесении изменений в отдельные законодательные акты РФ и признании утратившими силу отдельных законодательных актов (положений законодательных актов) РФ в связи с принятием Федерального закона „О страховых взносах в пенсионный фонд Российской Федерации, фонд социального страхования Российской Федерации, федеральный фонд обязательного медицинского страхования и территориальный фонд обязательного медицинского страхования“»,  №213-ФЗ от 24.07.2009 и др.).